# Gand
För andra betydelser, se Gand (olika betydelser).
En gand var i nordisk mytologi en trollstav som trollkunniga personer, även samiska schamaner, sände in i människokroppen för att framkalla sjukdom. Ganden har tydliga likheter med de kvastar (eller käppar) som senare tiders häxor sägs rida på — även kallar gandritten. Denna typ av magi är en allmän tro hos olika folk.